# بيلاجيا
القديسة بلاجية (بالإغريقية: Πελαγία) وتُعرف في الكنيسة الغربية بأسم القديسة بيلاجية الأنطاكية، ويُحتفل بعيد نياحتها في 8 أكتوبر طبقاً لسنكسار الكنائس الغربية وتحتفل بها الكنائس الشرقية بيوم 21 أكتوبر.

## ولادتها
وفقاً للتقاليد المسيحية كانت بيلاجية من أسرة غنية جداً ولكنها كانت عائلتها تدين بالوثنية في مدينة أنطاكية، وبحسب رواية السنكسار الكنائس الغربية فقد «أنعم الله عليها بجمال أخّاذ سخّرته ولكن استخدمت جمالها المفرط لتجذب الكثيريين للزنا فتسبّبت في هلاك الكثيرين». وتشير الرواية أنها كانت من أشهر الزانيات في المدينة، وكانت راقصة تستلذّ استئسار الناس حتى كانت تخرج في شوارع المدينة على ظهر بغلة، على طريقة أهل المشرق، والناس من حولها يواكبونها كأنها الملكة وينادونها: «يا لؤلؤة». كانت تتزيّن بأفخر الأثواب وتتحلّى بالعقود والخواتم، عارية القدمين تتدلّى منهما سلاسل من الذهب، ورائحة الطيب تفوح منها لتسكّر الرجال، لا سيّما الشبان منهم. وقد جمعت من امتهان الخطيئة ثروة يعتد بها.
وحدث مرّةً أن كانت بيلاجية عابرة بالقرب من كنيسة القدّيس يوليانوس، وكان القديس نونيوس أسقف الرُها، يتحدّث إلى بعض الأساقفة. فما أن وقع نظر الحاضرين عليها حتى استحوا ونظروا أرضًا. وحده القديس نونيوس تطلّع إليها وقال: « فلقد سررت جداَ أن أرى بيلاجية، فقد بعثها الله درساَ لنا. إنها تبذل كل طاقتها لتحفظ جمالها وتمارس رقصاتها فتسر الناس، أما نحن فأقل غيرة منها في رعاية إيبارشياتنا والاهتمام بنفوسنا ألأنّ هذا الجمال يخيفكم خفضتم عيونكم؟» فلم يفتح أحد فاه. وطأطأ رأسه قائلًا: «جمال هذه المرأة يسرّني لأن الله اختارها لتكون زينة تاجه، أمّا نحن فلعلّ الله يديننا! ماذا تظنون، كم بقيت هذه المرأة تغتسل وتتعطّر لتفتن المولعين بها، فيما نحن المدعوين إلى التأمل في ختن نفوسنا الملكيّ العظيم والدخول إلى فرحه، لا نحرك ساكنًا لنجمّل النفوس ونؤهّلها له؟!».
في الليل إذ دخل الأسقف مخدعه كانت نفسه متمررة من أجل هذه المرأة التي يستخدمها العدو لغواية الكثيرين، فصار يبكي بمرارة لكي يحررها الله من هذا الأسر ويهبها خلاصًا ثم أنّه في الليلة التي سبقت يوم الأحد، ذلك الأسبوع، رأى نونيوس الأسقف حلمًا: «حمامة سوداء تحوم في الكنيسة حول المذبح، فأمسكها وألقى بها في جرن ماء عند مدخل الكنيسة، فخرجت من الماء ناصعة البياض متلألئة، بهيّة.»

## توبتها
في اليوم التالي، خطر ببال بيلاجية أن تأتي إلى الكنيسة لتجذب الرجال ليمارسوا الرزيلة معها. فبعد قراءة الإنجيل، قام نونيوس الأسقف واعظًا مفسّرًا عن الدينونة العتيدة أن تأتي على بني البشر، وما سيكون عليه عذاب الخطأة، لا سيّما الذين يعثرون إحد أخوة المسيح الصغار. و لان كلمة الله حية وفعالة وأمضي من كل سيف ذي حدين كان كان كلامه قويًّا ونفاذًا لدرجة إنّه اخترق نفسها كالسيف الحاد، فاغرورقت عيناها بالدموع، وأحسّت بفظاعة ما أتته من خطايا، واشتعلت رغبة في التوّبة والتكّفير. لقد كسرت النعمة قسوة قلبها وحدث العجب.انصرفت بيلاجية إلى بيتها مضطربة، وبقيت هكذا طوال الليل لا تهدأ إلى حال. ثم في اليوم التالي أرسلت إلى الأسقف رسالة ملؤها التوبة والدموع تتوسّل فيها أن يأذن لها بالمثول لديه، فاستقبلها في حضور الأساقفة الباقين.
لما حضرت أبدت من علائم التوبة، دموعًا وسجدات وانكسارًا، ما جعل الانبا نونيوس يسلمها إلى الشمّاسة رومانا التي تعهدتها أمًّا روحيّة لها، ولقّنتها طرائق التوبة وحياة الفضيلة إلى أن جرت عمادتها. وبعد عمادتها حملت بيلاجية كلّ ما لديها من جواهر وذهب وثياب فاخرة، وألقت بها عند قدميّ الأسقف قائلةً: «هذا هو الغنى الذي اقتنيته من الشيطان، فافعل به ما تشاء، أما الآن فلست أرغب بعد إلاّ بالغنى الذي أسبغه علي ربّي يسوع». فدعا الأسقف المدبّر ودفع إليه بهذه الثروة قائلاً: «خذ هذه ووزّعها على الأرامل والأيتام...». وكما كانت بيلاجية غيّورة على شهوات نفسها مجدّة في تجميل بدنها في زمن السوء، أضحت، في زمن افتقادها، غيّورة على كلمة ربّها مجدّة في التوّبة والدموع.

## تنسّكها
فبعدما مضى عليها أسبوع كامل، اتّشحت خلاله بالبياض على حسب عادة الكنيسة بالنسبة للمعمّدين حديثًا، قامت فخلعت عنها البياض وتدرّعت بالمسح، وخرجت تطلب أورشليم والأرض المقدّسة. هناك سجدت أمام الصليب الرب يسوع عند الجلجلثة، ثم تحوّلت إلى مغارة في جبل الزيتون نسكت فيها لابسةً زي الرجال ودعت  نفسها بيلاجيوس.

## نياحتها
كرّت السنون إلى أن حدث مرّةً أن خرج شمّاس من شمامسة بعلبك اسمه يعقوب عرف بيلاجية شخصيًّا وشهد هدايتها، إلى نواحي أورشليم. وهناك سمع براهب ناسك اسمه بيلاجيوس كان ذكره على كل شفّة ولسان، فرغب في التعرّف إليه وأخذ بركته. فجاء إلى جبل الزيتون إلى حيث كانت المغارة، ونقر على الشباك فلم يرد عليه أحد جوابًا. فنادى، ولكن دون جدوى. أخيرًا دفع الشماس النافذة قليلاً فرأى جثّةً ممدّدة على الأرض، فطرح الصوت، فجاء من جاء وكسر الباب.
كان الناسك بيلاجيوس قد رقد. وعندما أراد الإخوة أن يطيّبوا جسده، اكتشفوا أنّهم أمام امرأة لا أمام رجل. في هذه اللحظة بالذّات، تحرّك قلب الشمّاس وعرف أنّها بيلاجية. كانت قد اختفت منذ ثلاث سنين، ولم يدر بأمرها أحد بعد ذلك. البار يعقوب الشمّاس هو الذي كتب خبرها المذهل، وأكمل حياته في الفضائل ورقد بسلام.
بيلاجية التائبة تسمّى أحيانًا بالمجدلية الثالثة، بعد مريم المجدلية ومريم المصرية. لقد صدق فيها قول نونيوس الأسقف «جمال هذه المرأة يسرّني لأن الله اختارها لتكون زينة تاجه....» و أيضا ً قول القديس مار يوحنا سابا المعروف بالشيخ الروحاني التوبة ** تجعل الزناة بتوليين هي تدخل مخادع الزانيات وتجتذب الزناة وتلدهم من حضنها بتوليين للمسيح ترد الكافرين إلى الرسولية 